# Gerard Lettoli
Gerard Lettoli (nascido em 18 de setembro de 1946) é um ex-ciclista samarinês que competiu no ciclismo nos Jogos Olímpicos de Verão de 1968.